# 新大西洋憲章

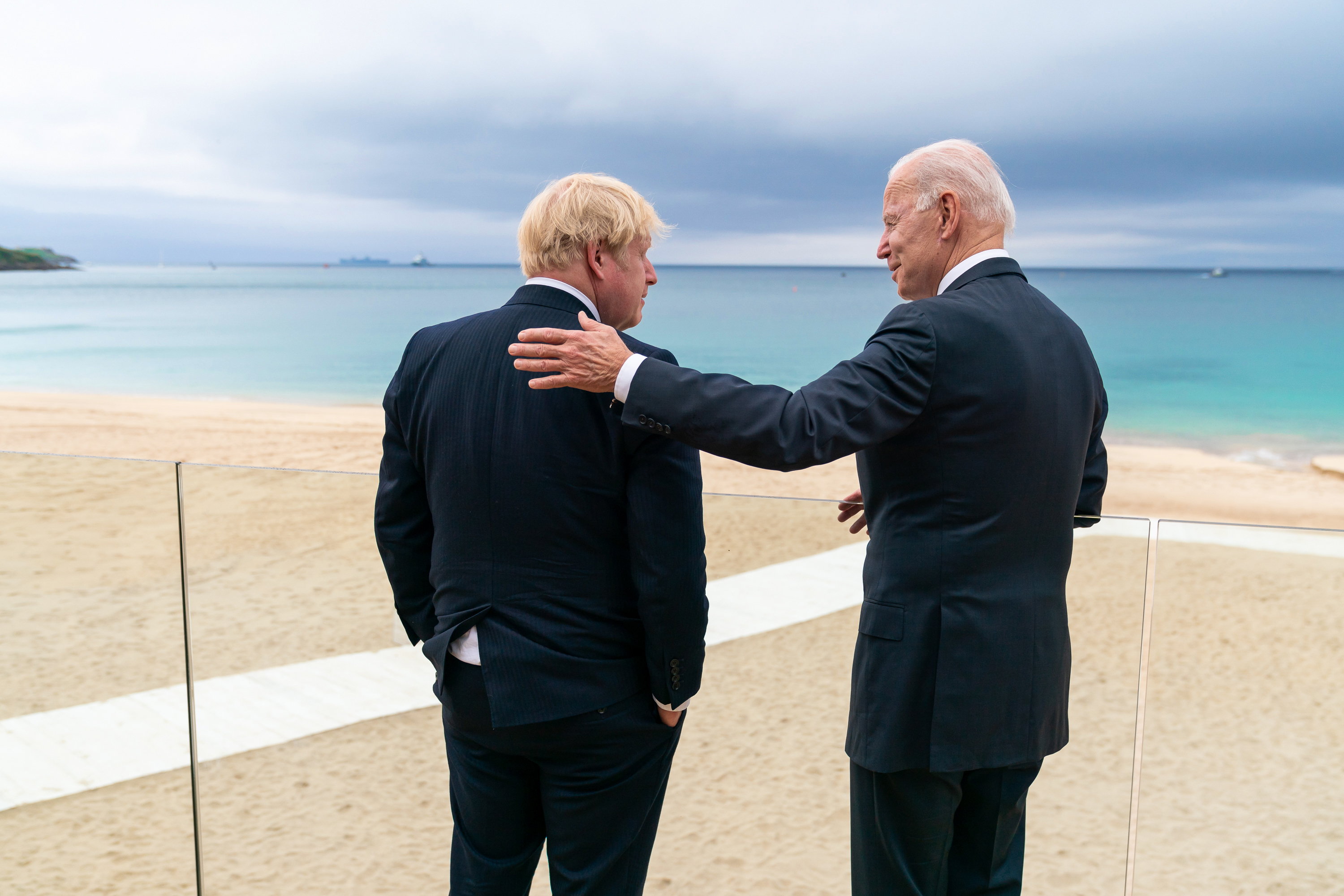
2021年6月のG7サミットにて、米大統領ジョー・バイデン (右) と会う英首相ボリス・ジョンソン (左)

新大西洋憲章 (英語: New Atlantic Charter) は、2021年6月10日にジョー・バイデンアメリカ合衆国大統領とボリス・ジョンソンイギリス首相により署名された合意。この合意はイギリスのコーンウォールで開かれた第47回先進国首脳会議で、ジョンソンとバイデンの間の初の対面会談にて署名された。
合意は、1941年にウィンストン・チャーチルとフランクリン・ルーズベルトにより宣言された、大西洋憲章の新版である。合意が宣言された会議は、西洋の同盟に見直しを迫るために用いられた。

## 背景
最初の大西洋憲章は、1941年にウィンストン・チャーチルとフランクリン・ルーズベルトにより公表された合意だった。アメリカが第二次世界大戦に参入する数か月前、それは民主主義と領土の保全に対する西洋の義務の宣言だった。最初の憲章は、米英が領土の獲得を追求しない事、全人類が民族自決の権利を持つ事、領土の調整は関係する人民を踏まえて行われること、貿易の障壁を下げられるべきこと、戦後に軍備縮小されるべきことなどが主張された。
新大西洋憲章は、ジョー・バイデンの大統領就任以来初となるバイデンとジョンソンの間での対面会談、コーンウォールの2021年G7サミットで署名された。バイデンは「我々の国民の間の特別な関係と、我々2か国が共有する永続的な民主主義的価値観を守る為の、我々の新しい責務を確認した。」また、この憲章は「80年前に発表された責任と願望」を再確認したと共に、21世紀の「新たな課題」にも対処している。

## 目的
条項は次の8個の目標を公表し、名指しは避けたものの中国とロシアを念頭においた内容になっている。
- 民主主義と開かれた社会の原則と制度を守ること
- 国際的な協力を持続させる制度、法律、規範を強化し適応させること
- 主権、領土保全、紛争の平和的解決の原則を支持して結束し続けること
- 科学技術の各国の革新的な競争力を生かし、保護すること
- サイバー脅威を含む集団安全保障と国際的な安定を維持するための共有された責任を確認し、NATOの防衛に向け各国の核抑止を宣言すること
- 包括的で、公正で、気候に優しく、持続可能な、ルールに基づく経済を構築し続けること
- すべての国際行動にて気候変動を優先すること
- 健康システムの強化と健康保護の増進のための協力の継続を約束すること